# Borís Teresxuk
Borís Teresxuk   (Kíiv, 18 de març de 1945 - 10 de juny de 2011) és un exjugador de voleibol ucraïnès que va competir sota bandera soviètica durant les dècades de 1960 i 1970.
El 1968 va prendre part en els Jocs Olímpics de Ciutat de Mèxic, on guanyà la medalla d'or en la competició de voleibol. En el seu palmarès també destaquen una medalla de bronze a la Copa del Món de voleibol de 1969 i una d'or al Campionat d'Europa de 1971.
En la categoria de clubs, guanyà la copa soviètica de 1973 amb el Lokomotiv de Kiev, equip en el qual exercí d'entrenador un cop retirat.